# Stockfleck

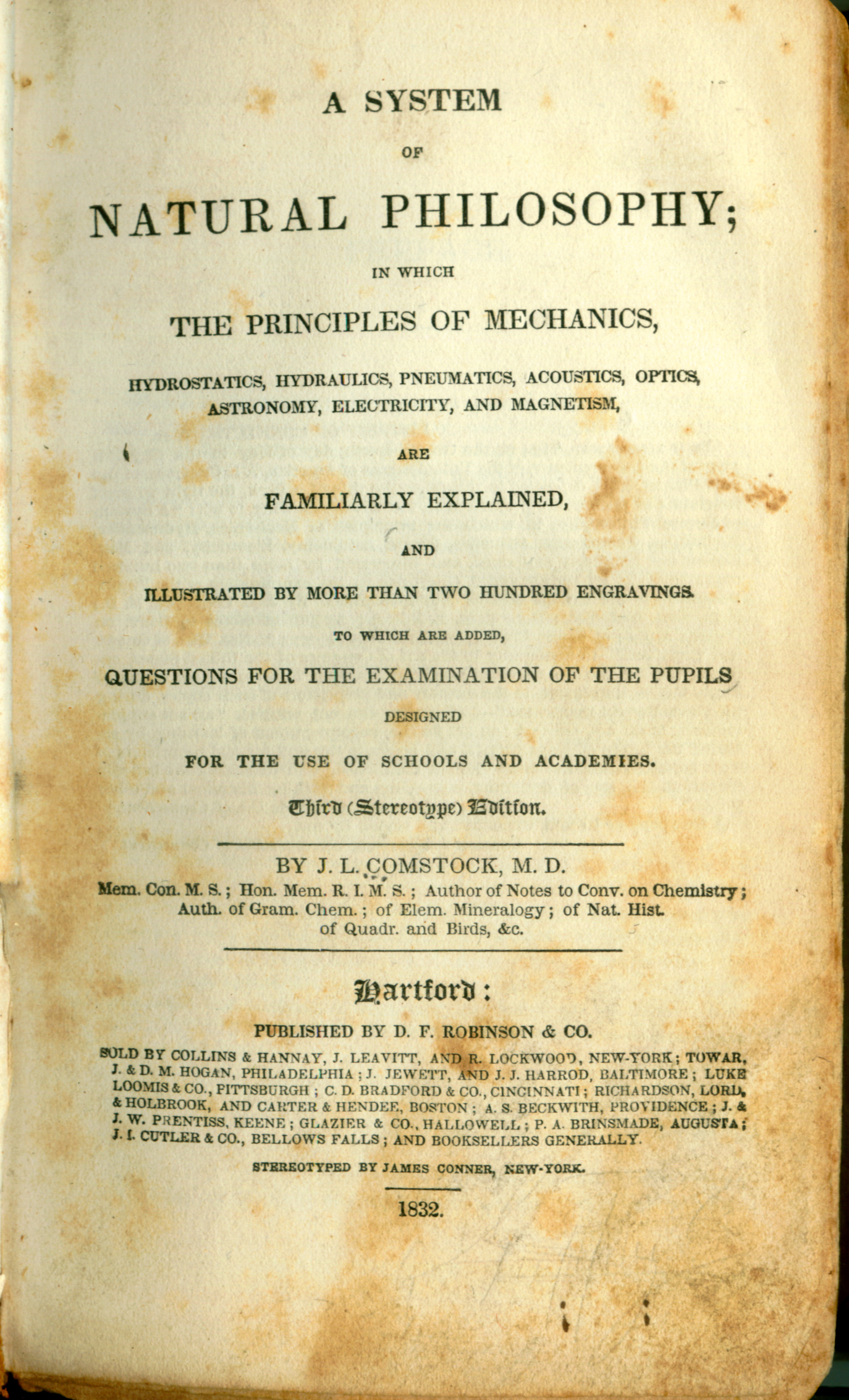
Stockflecken auf Papier

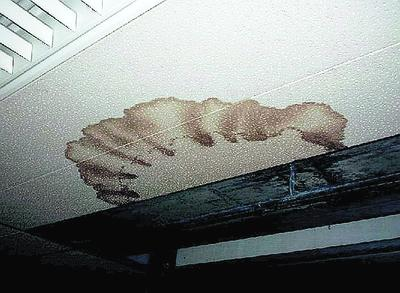
Feuchtigkeitsschaden an einer Raumdecke mit Verfärbungen, die für Stockflecken typisch sind

Ein Stockfleck (meist im Plural gebraucht), früher auch Sporfleck, ist oft ein Feuchtigkeitsschaden, der auf Papier, beispielsweise in Büchern, oder auf Textilien sowie an Decken und Wänden gelbliche, bräunliche oder grau-schwärzliche Verfärbungen verursacht. Weitere Ursachen können säurehaltige Leimungen, Klebstoffe, herstellungsbedingte Verunreinigungen, nutzungsbedingte Verschmutzungen, partielle Vergilbungen aufgrund von Inhomogenitäten der Papiermasse sowie eine kapillare Ausbreitung mancher Schadstoffe (Effekt wie bei der Papierchromatographie) oder Mikroben sein, wie etwa Schimmelpilze. Stockflecken sind eine typische Alterungserscheinung und gehen meist einher mit einem muffigen Geruch.
Die Entstehung der Stockflecken ist nicht einheitlich erklärbar. Typischerweise entstehen Stockflecken bei hoher Feuchtigkeit des Papiers oder Textils bzw. hoher Luftfeuchtigkeit und einem Vorgang des Stockens (d. h. Verderbens durch Feuchtigkeit), zum Beispiel durch extremes Zusammenpressen der Teile oder extrem luftdichtes Abschließen etwa eines Raums. Sehr wahrscheinlich mitursächlich oder zumindest ein oft beobachteter Begleitumstand sind Mikroben, wie Schimmelpilze oder Bakterien. Die Schimmelpilzsporen werden durch die Luft verbreitet und sind über Jahre bis hin zu Jahrzehnten keimfähig. Für ihre Vermehrung ist eine relative Luftfeuchtigkeit von über 55 % nötig.
Abgesehen von der optischen Beeinträchtigung und eventuell einem muffigen Geruch verursachen Stockflecken mitunter keine Schäden an den Materialien, auf welchen sie entstehen.  Auch Textilien sind im günstigen Fall problemlos weiter verwend- und haltbar. Eine Gesundheitsgefährdung durch Schimmelpilze kann jedoch eintreten. Deshalb sollten Stockflecken stets behandelt werden, insbesondere wenn sie großflächig sind (Tapeten, Wände usw.) oder in Kleidung, Bettwäsche, Handtüchern etc. auftreten (siehe unten).

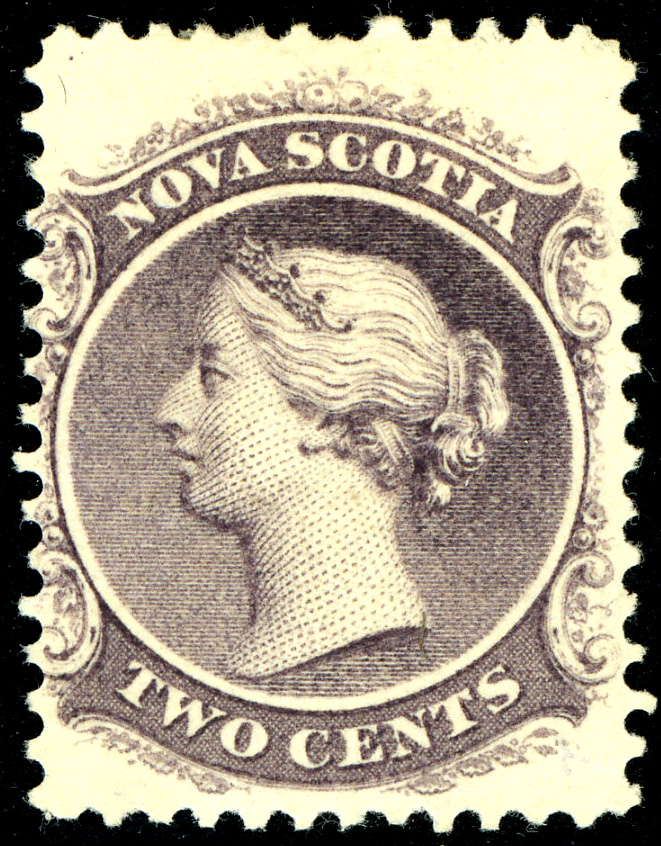
Ohne Stockflecken
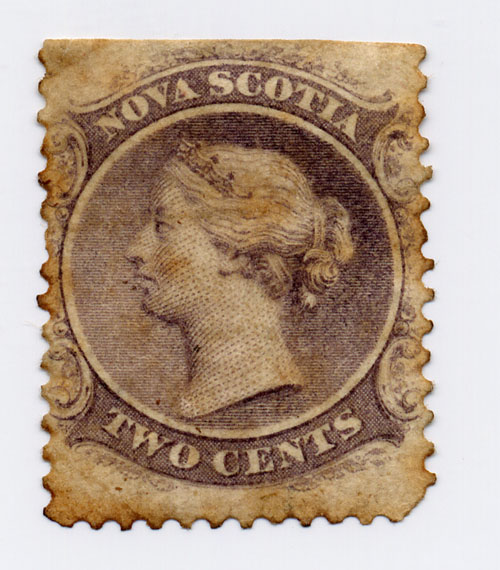
Stockflecken auf Nova-Scotia-1860-Briefmarke

Vorbeugen lassen sich Stockflecken durch die Senkung der hohen Luftfeuchtigkeit unter 65 %, durch Temperatursenkung unter 8 °C, teilweise auch durch penible Sauberkeit und durch das Auftragen von – nicht problemlosen – Fungiziden.

## Behandlung
Stockflecken auf Büchern, Druckgrafiken oder Landkarten werden durch Papierrestauratoren mithilfe von UV-Licht, Laser oder verschiedenen Chemikalien wie Natriumborhydrid entfernt.
Stockflecken auf Tapeten oder an der Decke deuten auf schlecht gelüftete Räume hin oder, wenn nur örtlich vorhanden, auf mangelnde Dämmung und Wärmebrücken in der Wand oder an der Decke. Für sie gibt es diverse Spezialmittel auf dem Markt, die meisten beruhen auf Sauerstoffbleiche (Wasserstoffperoxid) oder Chlorbleiche (Javelwasser) und sind daher nur mit Vorsicht anzuwenden. Zu hohe Luftfeuchtigkeit in Gebäuden entsteht vor allem durch die ausgeatmete Feuchtigkeit, durch Kochen, Duschen und Baden und lässt sich durch Lüften oder den Betrieb von Luftentfeuchtern oder Klimageräten verringern.
Stockflecken in Textilien können durch Einlegen in Essigwasser oder Buttermilch behandelt werden.
Die UV-Licht-Anteile der Sonne entfernen Stockflecken ebenfalls umweltfreundlich (Rasenbleiche).
Es wird auch Javelwasser (chlorhaltig) empfohlen, was allerdings Fasern angreifen kann. Es gibt Hinweise, dass Ammoniak oder Salmiakgeist Stockflecken entfernen kann. Diese Bleichverfahren sind jedoch nur bei hellen oder weißen Stoffen sinnvoll.